# Musterbuch

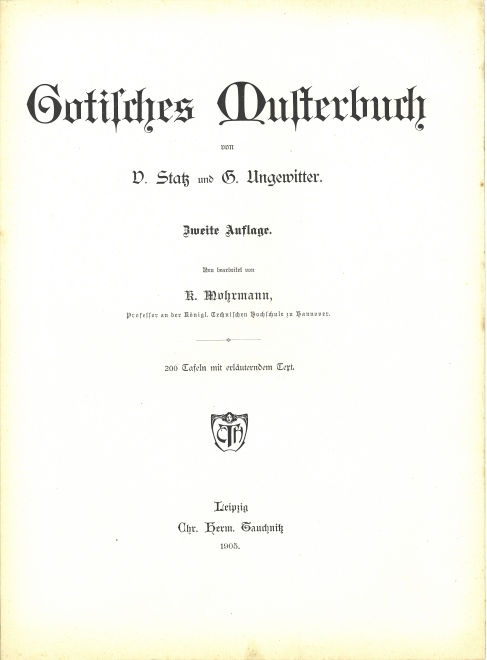
Architekturbeispiel: Gotisches Musterbuch von 1905

Das Musterbuch, auch Modellbuch, ist ein Büchergenre als Sammlung von Vorlagen (exemplum, „Muster“). Es enthält bildliche, teils auch schriftliche Anweisungen zur Reproduktion.

## Der Typus
Es handelt sich um die Sammlungen von Ornamenten, Zeichen, Abbildungen von Gegenständen, Pflanzen und Tieren, die genutzt wurden, um Dinge abzubilden, die man nicht kannte oder um besonders gelungene Stücke wiederholen zu können. Musterbücher wurden zur Ausbildung benutzt und gehören zu den wichtigen Lehrbüchern, etwa innerhalb des Werkstättenwesens. Daneben dienen Musterbücher wohl auch zur Abstimmung mit Auftraggebern, und sind als Vorläufer des Katalogs zu sehen. In diesem Zusammenhang ist etwa das holländische Tulpenbuch zu sehen. Heute ist die Bezeichnung auch für das Farbmusterbuch zu finden.
Das Musterbuch ähnelt dem Skizzenbuch, ist aber ausdrücklich für die Veröffentlichung vorgesehen und hatte gewissen normativen Charakter. Trotzdem sind im Laufe der Geschichte auch viele Skizzenbücher, vom Autor redigiert oder als posthumer Verlag im Sinne eines Musterbuchs aufgelegt worden (etwa die Proportionslehre des Albrecht Dürer 1528), oder Musterbücher unter dem weniger strengen Namen „Skizzenbuch“ erschienen (etwa das Architektonische Skizzenbuch, eine deutsche Architekturzeitschrift 1852–1886).
Bedeutung haben Musterbücher heute für die Stilkunde. Sie fixierten die stilistischen Eigenheiten einer Stilepoche und bilden eine wichtige Quelle für die Selbstrezeption einer historischen Epoche.

## Geschichtliche Entwicklung
Frühe Musterbücher werden für die karolingische und ottonische Malerei angenommen, das älteste erhalten Musterbuch datiert ins 10. Jahrhundert. Das Bauhüttenbuch des Villard de Honnecourt, datiert etwa 1240, ist das bedeutendste erhaltene Exemplar des Mittelalters, das Reiner Musterbuch stammt ebenfalls aus dem 13. Jahrhundert, oder der einflussreiche Codex des Giovannino de Grassi (14. Jh.). Gut erhalten ist das sogenannte Göttinger Musterbuch aus der Mitte des 15. Jh., welches augenscheinlich seinerzeit als Vorlage zur Illuminierung einer Reihe von Exemplaren der Gutenberg-Bibel diente.
Die Tradition von Vorlagen hält sich bis ins zwanzigste Jahrhundert (Art déco), etwa mit Vorlagen für Malerei und Kunstdruck, kalligraphische Initialen, Nähereien, Stickereien, Strickwerk, Laubsägearbeit vom Modellbau bis zur Bautischlerei und zahllose andere Zierelemente in Kunst- und Gebrauchshandwerk. Musterbücher sind in vielen Kulturen verbreitet, etwa der Senfkorngarten, einem Musterbuch der Tuschemalerei von Wang Gai und Li Liufang aus dem 17. Jahrhundert.